# سكوت تايلور (لاعب كرة قدم)
سكوت تايلور (بالإنجليزية: Scott Taylor)‏ (5 مايو 1976 في المملكة المتحدة - ) هو لاعب كرة قدم بريطاني في مركز الهجوم. لعب مع بولتون واندررز وستوكبورت كونتي وميلتون كينز دونز ونادي برينتفورد ونادي بلاكبول ونادي بليموث أرجايل ونادي ترانمير روفرز لكرة القدم ونادي روتشديل ونادي روذرهام يونايتد ونادي ليويس ونادي ميلوول وStaines Town F.C. ‏ وغرايز أتلاتيك ‏.

## وصلات خارجية
- سكوت تايلور على موقع قاعدة بيانات كرة القدم.إي يو (الإنجليزية)
- سكوت تايلور على موقع Soccerbase.com (لاعب) (الإنجليزية)
- سكوت تايلور على موقع عالم كرة القدم.نت (الإنجليزية)